# Thalna
Thalna era, en la mitología etrusca, la diosa de los nacimientos y partos, y la mujer de Tinia. Se la representaba artísticamente como una mujer joven. También se la suele identificar con la diosa Uni, cuyos equivalentes griego y romano eran, respectivamente, Hera y Juno.
- Datos: Q2482710